# We Are Scientists
We Are Scientists – amerykański zespół muzyczny z siedzibą w Nowym Jorku, grający muzykę z gatunku indie rock i rocka alternatywnego. Członkami zespołu są: wokalista Keith Murray i basista Chris Cain. Powstał on w 1999 roku w Berkeley w Kalifornii.

## Historia

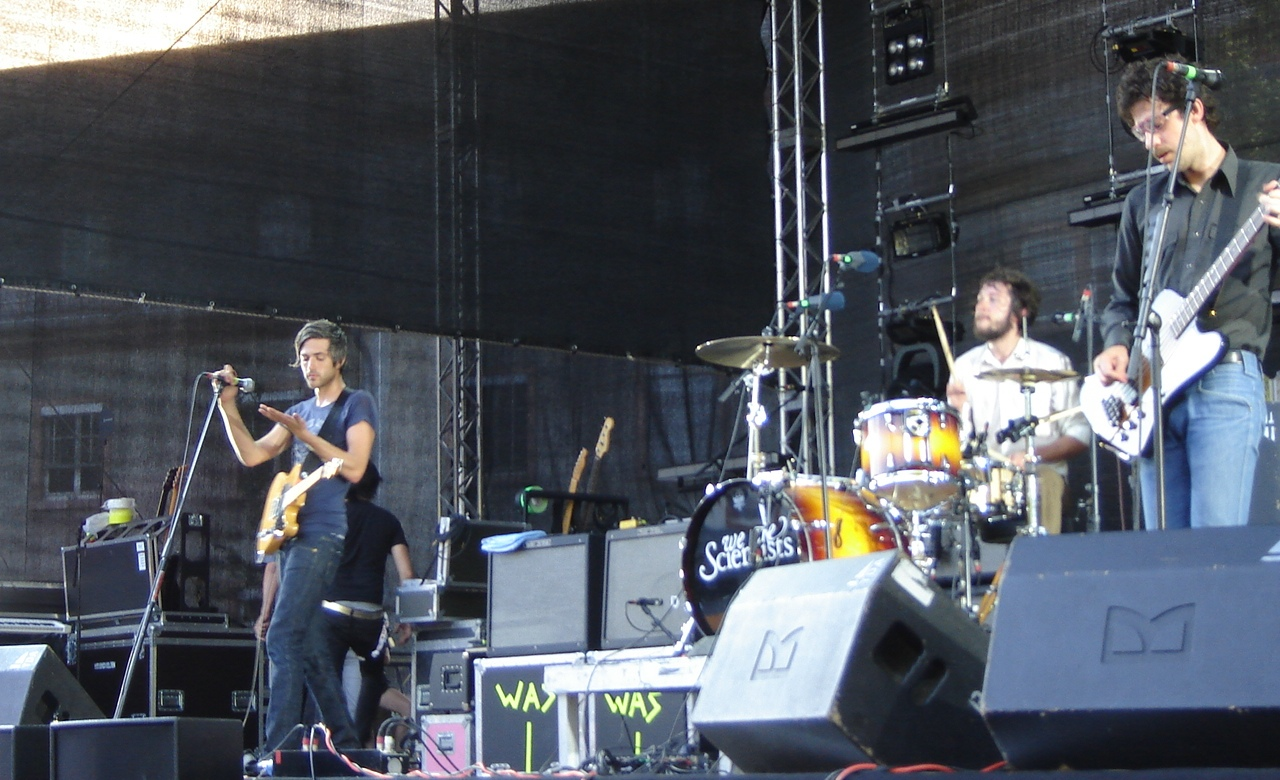
Zespół w składzie: Keith Murray, Chris Cain i Michael Tapper na koncercie w Mainz w 2006 roku

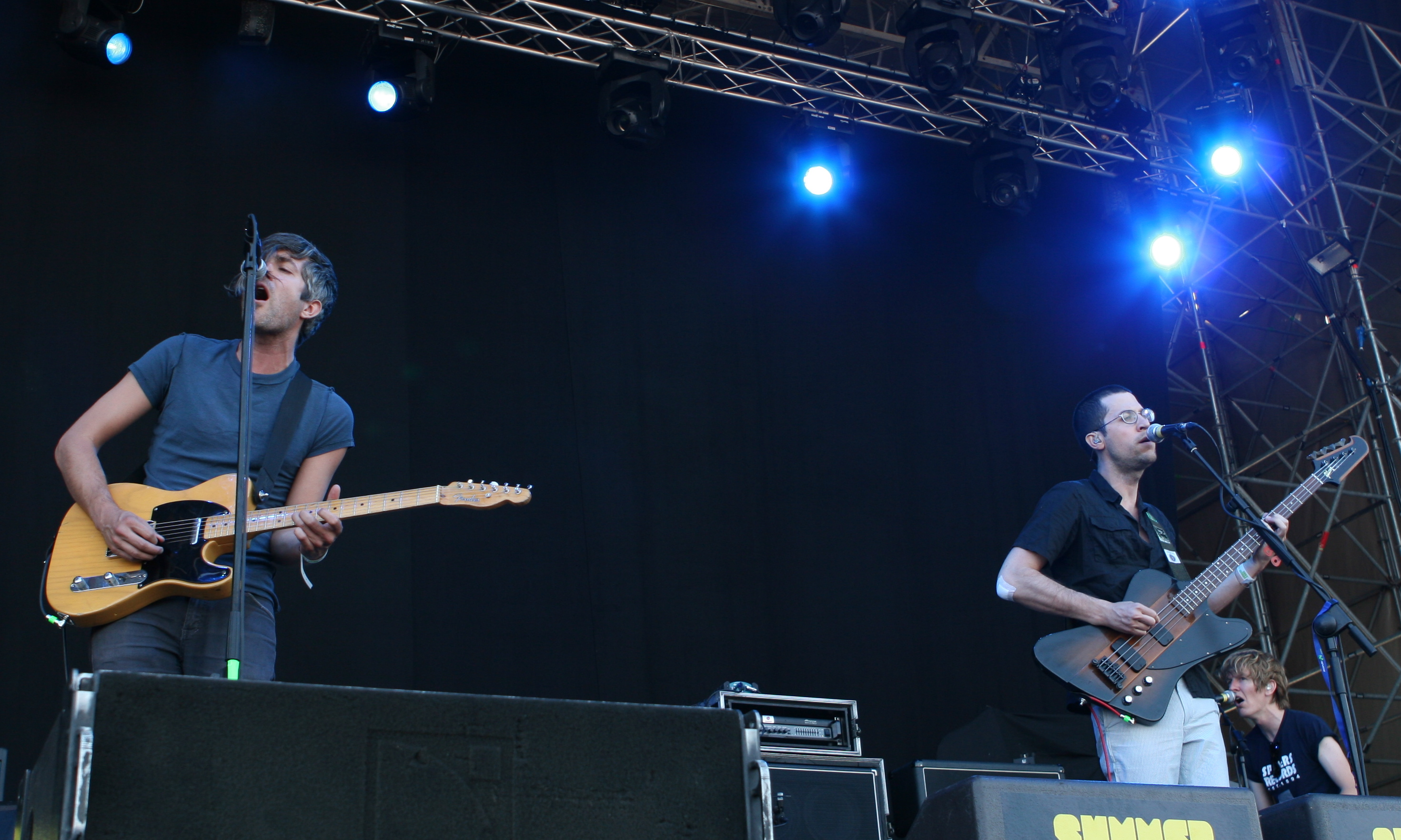
Zespół na koncercie w 2008 roku

Początki zespołu sięgają jesieni 1997 roku w kalifornijskim Pomona College w Claremont, kiedy to Keith Murray i Chris Cain spotkali się w akademiku na oglądaniu Jeziora marzeń w pokoju tego drugiego. Świeżo po ukończeniu studiów i przeprowadzce do Berkeley, założyli oni wraz ze Scottem Lambem w 1999 roku zespół We Are Scientists. Członkowie grupy podawali różne inspiracje dotyczące swojej nazwy, a najważniejszym z nich była piosenka „We are Scientists!” zespołu Cap’n Jazz. Opowiadali także, że podczas zwrotu ciężarówki wynajętej od firmy U-Haul inspektor ocenił ich szafy i zapytał, czy nie są naukowcami.
W początkach istnienia zespołu Cain wspominał, że było wiele grup, które były ich inspiracjami, jak The Strokes czy Yeah Yeah Yeahs. W 2001 roku grupa przeprowadziła się do Nowego Jorku, a w międzyczasie perkusistę i wokalistę Scotta Lamba zastąpił perkusista Michael Tapper. W kwietniu 2002 roku wydali oni swoją pierwszą kompilację – Safety, Fun, and Learning (In That Order), która została wydana pod własną wytwórnią Devious Semantics. Wydali też trzy minialbumy: Bitchin’, In Action i The Wolf’s Hour.
17 października 2005 roku ukazał się ich debiutancki album studyjny With Love and Squalor, wydany w Wielkiej Brytanii przez wytwórnię Virgin Records. Osiągnął on 43. lokatę na brytyjskiej liście notowań, a w 2006 roku BPI nadała albumowi złoty status. Dwadzieścia miesięcy trasy koncertowej zakończyło się wyprzedaną trasą po Wielkiej Brytanii, obejmującą dwa wieczory w Brixton Academy jesienią 2006 roku.
W 2007 roku zespół skupił się na pisaniu i nagrywaniu swojego drugiego albumu – Brain Thrust Mastery, a jeszcze w tym samym roku, na jesieni z We Are Scientists odszedł perkusista Michael Tapper. Album został wydany w marcu 2008 roku i podobnie jak z poprzednim także i on zyskał popularność w Wielkiej Brytanii, gdzie zadebiutował na 11. miejscu listy. Zespół intensywnie koncertował jako support, grając na wielu europejskich festiwalach i otwierając koncerty w Stanach Zjednoczonych dla zespołu Kings of Leon.
Gdy członkowie zespołu przygotowywali się do nagrania trzeciego albumu, w 2009 roku do zespołu dołączył były perkusista Razorlight Andy Burrows. W kwietniu 2010 roku ukazał się singiel „Rules Don’t Stop”, który był pierwszym utworem zapowiadanej wówczas płyty Barbara, którego premiera odbyła się w czerwcu.
Pod koniec 2012 roku zespół wrócił do studia w Nowym Jorku wraz z producentem Chrisem Coadym, aby odbyć sesje nagraniowe do czwartej płyty. Burrows przeprowadził się z Wielkiej Brytanii do Stanów Zjednoczonych, gdzie zaczął pracę z Murrayem i Cainem nad pisaniem i nagrywaniem utworów do nowej płyty. Album zatytułowany TV en Français ukazał się na początku 2014 roku.

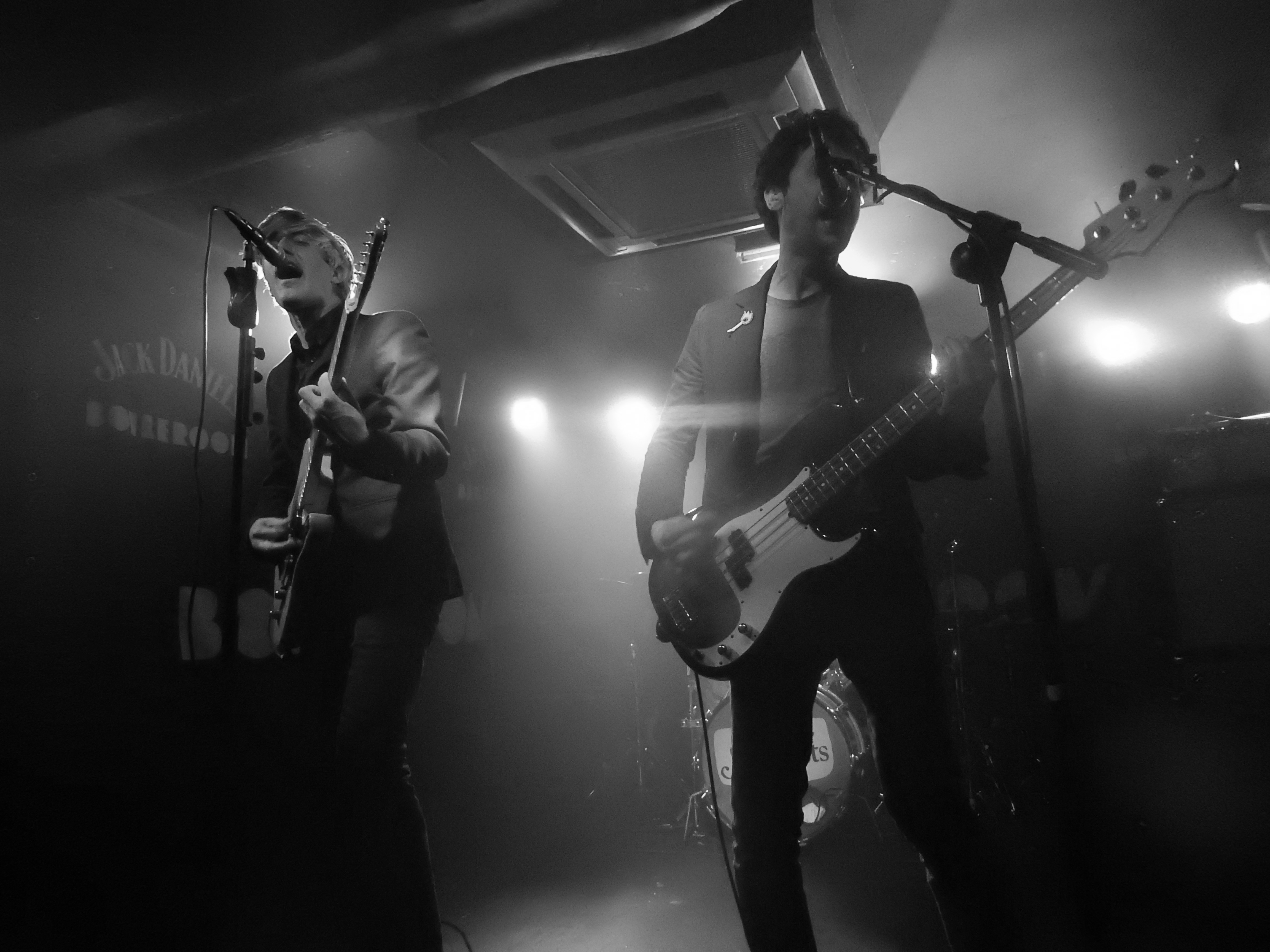
Koncert w Guildford w 2016 roku

W połowie marca 2016 roku opublikowany został singiel „Buckle”, który zapowiedział piąty album studyjny Helter Seltzer ukazany miesiąc później nakładem 100% Records, a w lutym 2018 roku przedstawili singiel „One In One Out”, który zapowiedział szósty album Megaplex mający premierę w kwietniu tego samego roku.
W maju 2018 roku zespół odbył swoje pierwsze koncerty w Polsce. 21 maja odbył się on w warszawskiej „Hydrozagadce”, a dzień później w krakowskim „Zaścianku”.
W 2019 roku zespół wznowił współpracę z brytyjską grupą Art Brut, wydając z okazji Record Store Day płytę winylową pod nazwą WASABI (skrót od We Are Scientists Art Brut International). 
W maju 2020 roku zespół udostępnił teledysk do swojej nowej piosenki „I Cut My Own Hair”, w której Murray i Cain w sposób humorystyczny przygotowują się do samodzielnego strzyżenia włosów przy lustrach łazienkowych, z czym borykało się wiele osób w panującej wówczas pandemii COVID-19. Był on jezdnym z singli albumu Huffy, który ukazał się w październiku 2021 roku.
W styczniu 2023 roku ukazał się ósmy album studyjny – Lobes, będący kontynuacją wydanego rok wcześniej albumu Huffy. Pierwszy singiel – „Operation Error”, ukazał się we wrześniu 2022 roku.

## Skład

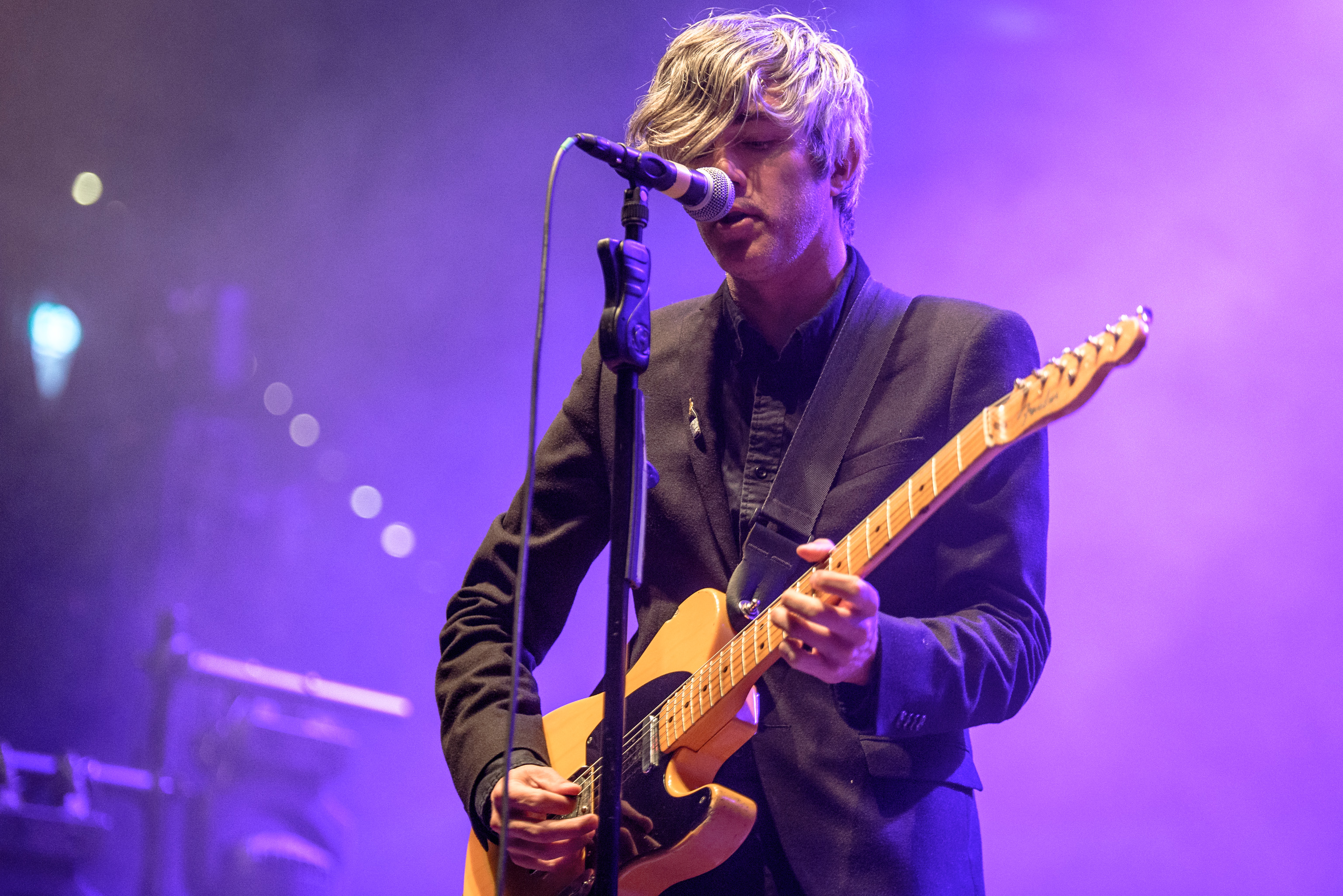
Keith Murray (2016)

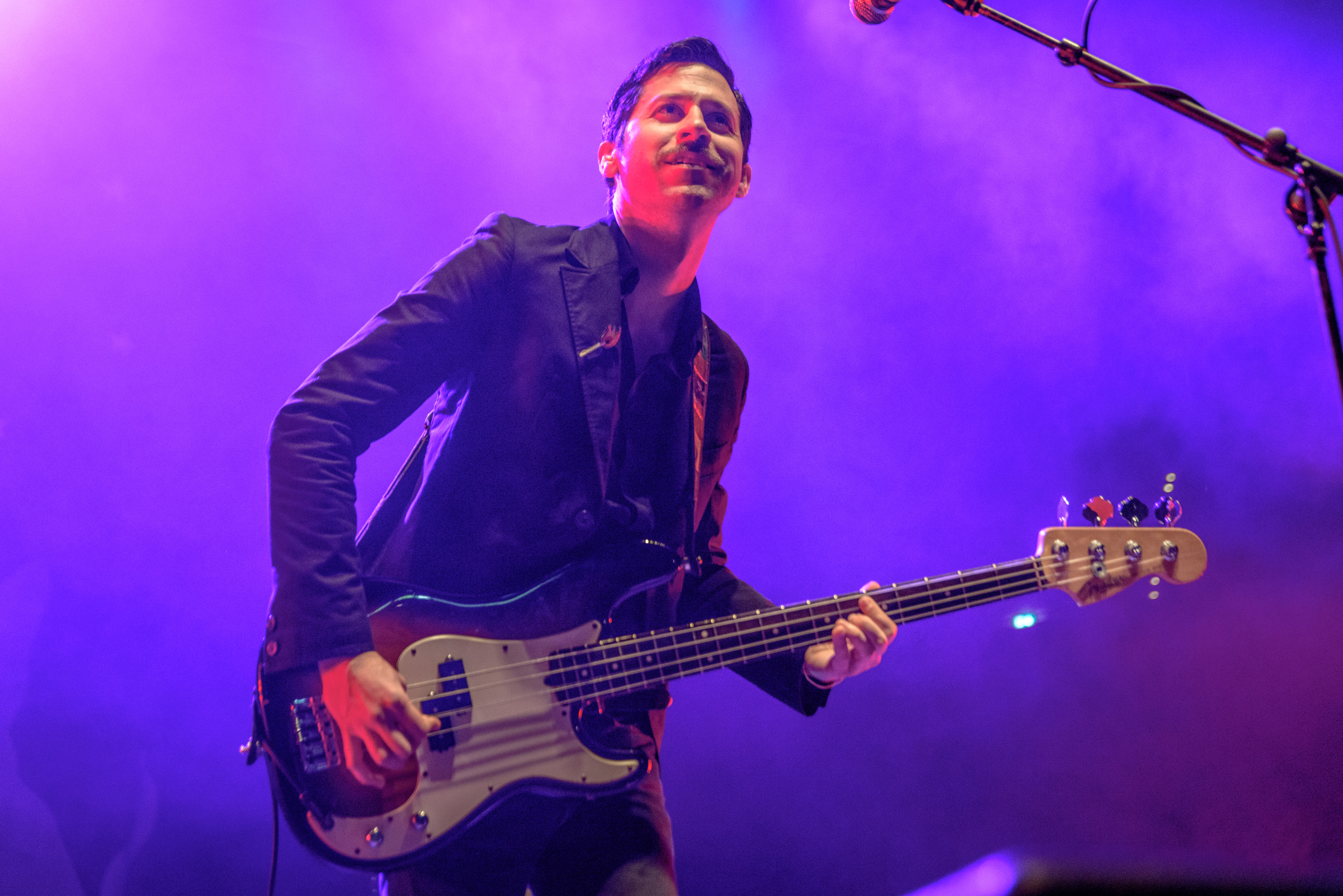
Chris Cain (2016)

### Aktualni członkowie
- Keith Murray – wokal prowadzący, gitary, instrumenty klawiszowe[1][4]
- Chris Cain – gitara basowa, chórki[1][4]

### Byli członkowie
- Scott Lamb – gitara, wokal prowadzący, chórki, instrumenty klawiszowe[2]
- Michael Tapper – perkusja, chórki[3][4]
- Andy Burrows(inne języki) – perkusja, instrumenty klawiszowe, chórki[2]

## Dyskografia

### Albumy studyjne
| Rok                                                     | Tytuł                 | Szczegóły                                                | Najwyższa pozycja na liście | Najwyższa pozycja na liście | Najwyższa pozycja na liście | Najwyższa pozycja na liście | Najwyższa pozycja na liście | Najwyższa pozycja na liście | Status płyty |
| Rok                                                     | Tytuł                 | Szczegóły                                                | US                          | GER                         | IRL                         | SCO                         | UK                          | UK indie                    | Status płyty |
| ------------------------------------------------------- | --------------------- | -------------------------------------------------------- | --------------------------- | --------------------------- | --------------------------- | --------------------------- | --------------------------- | --------------------------- | ------------ |
| 2005                                                    | With Love and Squalor | - Data: 17 października 2005 - Wydawca: Virgin Records   | 10                          | 67                          | –                           | 51                          | 43                          | 15                          | BPI: Złoto   |
| 2008                                                    | Brain Thrust Mastery  | - Data: 17 marca 2008 - Wydawca: Virgin Records          | 41                          | –                           | 58                          | 12                          | 11                          | –                           |              |
| 2010                                                    | Barbara               | - Data: 14 czerwca 2010 - Wydawca: Masterswan Recordings | 21                          | –                           | 92                          | 53                          | 46                          | 6                           |              |
| 2014                                                    | TV en Français        | - Data: 3 marca 2014 - Wydawca: 100% Records             | 38                          | –                           | –                           | 37                          | 36                          | 5                           |              |
| 2016                                                    | Helter Seltzer        | - Data: 22 kwietnia 2016 - Wydawca: 100% Records         | –                           | –                           | –                           | 47                          | 48                          | 5                           |              |
| 2018                                                    | Megaplex              | - Data: 27 kwietnia 2018 - Wydawca: 100% Records         | –                           | –                           | –                           | 28                          | 45                          | 5                           |              |
| 2021                                                    | Huffy                 | - Data: 8 października 2021 - Wydawca: 100% Records      | –                           | –                           | –                           | 11                          | 32                          | 1                           |              |
| 2023                                                    | Lobes                 | - Data: 20 stycznia 2023 - Wydawca: 100% Records         | –                           | –                           | –                           | 17                          | –                           | 5                           |              |
| „–” oznacza, że album nie był notowany na danej liście. |                       |                                                          |                             |                             |                             |                             |                             |                             |              |
| [ 1 ] [ 2 ]                                             | [ 1 ] [ 2 ]           | [ 1 ] [ 2 ] [ 18 ]                                       | [ 19 ]                      | [ 20 ]                      | [ 21 ]                      | [ 22 ]                      | [ 22 ]                      | [ 22 ]                      | [ 23 ]       |